# Arabische wereld

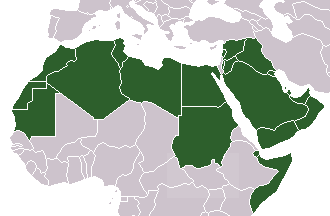
De landen die gerekend worden tot de Arabische wereld zijn groen gekleurd.

Met de Arabische wereld (Arabisch: العالم العربي, Al-Alam Al-Arabi) worden 22 landen aangeduid waar men overwegend Arabisch spreekt. Het zijn de landen waartussen via de Arabische Liga wordt getracht een zekere eenheid tot stand te brengen. De Arabische wereld wordt vaak verward met de islamitische wereld, die naast alle Arabisch sprekende landen ook niet-Arabisch sprekende islamitische landen omvat.

## Definitie

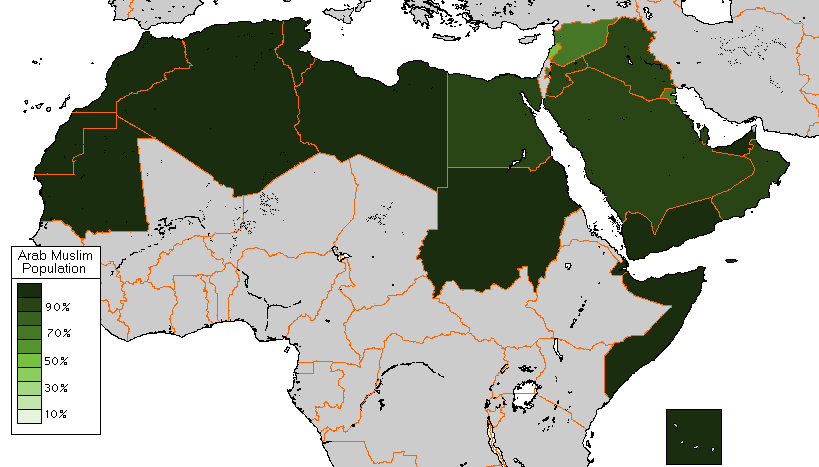
Kaart met het percentages moslims in Arabische wereld.

In 1946 heeft de Arabische Liga de volgende definitie van het begrip 'Arabier' gegeven:
Een Arabier is iemand wiens moedertaal Arabisch is, die woont in een Arabisch land en sympathie heeft voor Arabische ambities.
Aan deze definitie voldoen ruim 300 miljoen mensen, die wonen in de 22 landen van de Arabische wereld.
De Arabische wereld wordt vaak ook gewoon aangeduid als 'Het Midden-Oosten en Noord-Afrika'. Deze term wordt vooral in het Westen veel gebruikt, die het de MENA-regio (Middle East and North Africa) noemen, al omvat die regio in veel definities ook Israël en Iran. Vaak wordt het ook gewoon het Grote Midden-Oosten genoemd, maar dan worden ook de niet-Arabische landen Turkije, Israël en Iran ertoe gerekend.
Tot de Arabische wereld worden de lidstaten van de Arabische Liga gerekend, een samenwerkingsorganisatie die in 1945 met steun van het Verenigd Koninkrijk is opgericht in Caïro, met als doel de banden tussen de onderlinge Arabische staten te versterken. De eerste lidstaten waren Egypte, Libanon, Syrië, Irak, Transjordanië en Saoedi-Arabië, maar al gauw traden er meerdere landen toe, totdat ze nu alle Arabische landen omvatte.
De UNESCO hanteert als cultuurregio ook 'de Arabische staten', waarin ook de Arabische Liga-lidstaten zitten.

## Staten
Staten die tot de Arabische wereld worden gerekend:
| Land                         | Hoofdstad  | Regeringsvorm | Munteenheid                        | UTC | Regio                 |
| ---------------------------- | ---------- | ------------- | ---------------------------------- | --- | --------------------- |
| Algerije                     | Algiers    | Republiek     | Algerijnse dinar                   | +1  | Maghreb               |
| Bahrein                      | Manama     | Koninkrijk    | Bahreinse dinar                    | +3  | Arabisch Schiereiland |
| Comoren                      | Moroni     | Republiek     | Comorese frank                     | +3  |                       |
| Djibouti                     | Djibouti   | Republiek     | Djiboutiaanse frank                | +3  | Hoorn van Afrika      |
| Egypte                       | Caïro      | Republiek     | Egyptische pond                    | +2  |                       |
| Eritrea                      | Asmara     | Republiek     | Eritrese nakfa                     | +3  | Hoorn van Afrika      |
| Irak                         | Bagdad     | Republiek     | Iraakse dinar                      | +3  | Mesopotamië           |
| Jemen                        | Sanaa      | Republiek     | Jemenitische rial                  | +3  | Arabisch Schiereiland |
| Jordanië                     | Amman      | Koninkrijk    | Jordaanse dinar                    | +3  | Levant                |
| Koeweit                      | Koeweit    | Emiraat       | Koeweitse dinar                    | +3  | Mesopotamië           |
| Libanon                      | Beiroet    | Republiek     | Libanese pond                      | +2  | Levant                |
| Libië                        | Tripoli    | Republiek     | Libische dinar                     | +2  | Maghreb               |
| Marokko                      | Rabat      | Koninkrijk    | Marokkaanse dirham                 | +1  | Maghreb               |
| Mauritanië                   | Nouakchott | Republiek     | Mauritaanse ouguiya                | +0  | Maghreb               |
| Oman                         | Masqat     | Sultanaat     | Omaanse rial                       | +4  | Arabisch Schiereiland |
| Palestina                    | Jeruzalem  | Republiek     | Jordaanse dinar en Egyptische pond | +2  | Levant                |
| Qatar                        | Doha       | Emiraat       | Qatarese rial                      | +3  | Arabisch Schiereiland |
| Saoedi-Arabië                | Riyad      | Koninkrijk    | Saoedi-Arabische riyal             | +3  | Arabisch Schiereiland |
| Soedan                       | Khartoem   | Republiek     | Soedanese pond                     | +2  |                       |
| Somalië                      | Mogadishu  | Republiek     | Somalische shilling                | +3  | Hoorn van Afrika      |
| Syrië                        | Damascus   | Republiek     | Syrisch pond                       | +2  | Levant                |
| Tsjaad                       | Ndjamena   | Republiek     | CFA-frank                          | +1  |                       |
| Tunesië                      | Tunis      | Republiek     | Tunesische dinar                   | +1  | Maghreb               |
| Verenigde Arabische Emiraten | Abu Dhabi  | Emiraat       | VAE-dirham                         | +4  | Arabisch Schiereiland |

## Geschiedenis

### De gouden tijd van de islam
Vanaf de zevende eeuw maakte de islam een enorme expansie door. Vanaf die tijd tot ongeveer de twaalfde eeuw kende deze religie haar ‘Gouden Jaren’, waarbij er in de Arabische wereld een roemrijke opbloei plaatsvond. Deze periode wordt ook wel de Islamitische Gouden Eeuwen genoemd (622 - 1258). Naast de veroveringen die reikten van Noord-Afrika tot India werd de aanval op Europa al vroeg ingezet. Hoogtepunten waren onder meer de verovering van Andalusië en het Zuiden van Italië (begin 8ste eeuw), de slag bij Poitiers (732), de plundering van Rome (846), de Val van Constantinopel (1453), de verovering van de Balkan (16de eeuw) en het herhaalde beleg van Wenen (1529 en 1683). Ook de Arabische wetenschap maakte een bloeiperiode door.
Na deze bloeiperiode trad stagnatie op.

### Verlies van de eenheid
Eeuwenlang was een deel van de Arabische wereld een onderdeel van het Ottomaanse Rijk. De Ottomaanse sultan had als Kalief ook de geestelijke en juridische oppermacht in het rijk.
In de praktijk was het Ottomaanse rijk een lappendeken van rijkjes, waar lokale Emirs of Pasha's namens de sultan de macht uitoefenden en elkaar bestreden.
Vanaf 1804 maakte Mohammed Ali zijn bestuursgebied Egypte stap voor stap los van Constantinopel. Ook andere onderkoningen gingen zich zelfstandig gedragen, zoals de Qaramanli's in Tripolitanië, de Bey van Tunis en de Bey van Algiers. De laatste twee moesten Franse kolonisatie aanvaarden, terwijl Tripoli in 1911 door Italië werd gekoloniseerd.
De Eerste Wereldoorlog gaf het Osmaanse Rijk de nekslag. Vanuit de kanaalzone veroverde de Britse generaal Edmund Allenby Palestina, terwijl Lawrence of Arabia de volkeren van het Arabisch schiereiland in opstand bracht. Het Verdrag van Sevres verdeelde het Midden-Oosten in een aantal staten en mandaatgebieden, waar de Britten en Fransen namens de Volkenbond het bestuur op poten zetten. In 1924 werd het Kalifaat afgeschaft, de laatste bindende factor in de Arabische en islamitische wereld.

### Unificatiepogingen in de twintigste eeuw
Er zijn in het verleden talrijke pogingen tot (gedeeltelijke) eenwording ondernomen. Deze werden veelal geïnspireerd door een beweging die het panarabisme wordt genoemd. Enkele gebeurtenissen:
- De Verenigde Arabische Republiek is het bekendste voorbeeld van een Arabische unificatiepoging. Deze unie tussen Syrië en Egypte (aangevuld met Noord-Jemen van 1958 tot 1961 heette dit de Verenigde Arabische Staten) was echter een kort leven beschoren.
- In 1958 verenigde Irak en Jordanië tot de Arabische Federatie.
- Op 26 juni 1960 werd Brits-Somaliland onafhankelijk. Toen Italiaans-Somaliland op 1 juli van datzelfde jaar onafhankelijk werd, fuseerden beide staten na een referendum tot de Republiek Somalië. Het voormalige Britse protectoraat verklaarde zich als Somaliland in 1991 onafhankelijk van Somalië. Frans-Somaliland dat in 1977 onafhankelijk werd zou oorspronkelijk ook mee fuseren.
- In december 1971 fuseerden zes Arabische emiraten (Abu Dhabi, Ajman, Dubai, Sharjah, Umm al-Quwain en Fujairah) tot één staat. Drie maanden later trad ook Ras al-Khaimah toe. Oman, Qatar en Bahrein haakten op het laatste moment af.
- De Libische leider al-Qadhafi zocht in 1972 toenadering tot Tunesië, maar het aanbod werd afgeslagen door de Tunesische president Habib Bourguiba.
- In 1974 faalde een andere poging van al-Qadhafi, en mislukten de gesprekken tussen Libië en Egypte voor een unie. In 1974 faalde ook de tweede toenaderingspoging van al-Qadhafi tot Tunesië.
- Ook tussen Syrië en Irak was er toenadering. Beide landen kenden een Ba'ath-partij, die een pan-Arabische staat beoogde.
- Een geslaagde unificatiepoging was er wel in 1990, toen op 22 mei Noord-Jemen zich verenigde met Zuid-Jemen tot één staat, de Republiek Jemen.
- Een gewelddadige unilaterale poging om twee Arabische landen samen te voegen was de annexatie van Koeweit door Irak in augustus 1990. Dit was het begin van de Golfoorlog van 1990-1991.
- Op 21 november 2000 zocht de toenmalige Iraakse vicepremier Tariq Aziz nog toenadering tot Libanon, Syrië en Jordanië.

### Huidige kenmerken van landen in de Arabische wereld
Over de stagnatie in de kernlanden van de islam kan in onze tijd geen twijfel bestaan. De meeste Arabische landen hebben grote sociaal-economische en politieke problemen gemeen. Opeenvolgende versies van het Arabisch rapport van menselijke ontwikkeling wijzen op onvrijheid, de zwakke positie van vrouwen en een kennisachterstand. De religieuze macht in de huidige Arabische wereld is zo groot, dat ze de politieke macht dreigt te verdringen. De meeste regimes zijn autoritair. Vaak worden wel verkiezingen gehouden, maar deze verlopen lang niet altijd eerlijk. Media krijgen regelmatig te maken met censuur. De mensenrechten worden hierdoor aangetast. Economisch gaat het, afgezien van de olie-inkomsten, niet zo goed. Er is een groot gebrek aan banen voor de gemiddeld genomen zeer jonge bevolking. De kloof tussen rijk en arm is groot. Corruptie en Analfabetisme komen veel voor. Volgens een onderzoek van de Wereldbank in 2008, is het onderwijs in de hele Arabische wereld slechter dan dat in landen met een vergelijkbaar niveau van economische ontwikkeling.
In 2011 kwam er in vele landen uit de Arabische Wereld protest op gang, in reactie op de slechte omstandigheden. In Tunesië leidde de Jasmijnrevolutie tot de val van de regeringsleider Ben Ali. De Egyptische Revolutie leidde tot de val van president Moebarak en in Libië kwam er na de Opstand in Libië een einde aan het regime van Moammar al-Qadhafi. In Jordanië en Marokko kwam langs vreedzame weg de gematigde islamitische oppositie aan de regering. In Syrië lopen demonstraties die in 2011 begonnen in 2012 uit op een opstand in Syrië met sectarische tendenzen: het regime van alawieten gesteund door Iran en Hezbollah versus soennieten gesteund door de Arabische Liga en het Westen.